# San Felipe (Retalhuleu)
San Felipe, Xampel, es un municipio milenario  del departamento del Retalhuleu, localizado en la parte sur de la República de Guatemala.  Está ubicado al norte del departamento de Retalhuleu y se le conoce como el pueblo  Xampel y también como la «tierra del chicharrón y la moronga». La fiesta titular se celebra del 22 al 25 de noviembre siendo este último el día principal en honor a su santa patrona, Catalina de Alejandría. Su actual alcalde es William Valiente
Libro. En diciembre de 2024 Julio E. Batres publicó el primer libro sobre la historia del municipio, Redescubriendo Tak’ajal, Xam Tinimit y San Felipe, una historia global de un pueblo milenario. Se puede obtener en versión digital, pasta suave y dura. Puede encontrarlo buscando' B0DR94LCP5 Tiene  información muy rica desde la fundación hasta los eventos actuales bajo una perspectiva contraria a las narraciones de los españoles sobre la invasión a Guatemala. 
Después de la Independencia de Centroamérica, Cuyotenango fue designado como sede del circuito homónimo en el distrito N.º11 (Suchitepéquez) para la impartición de justicia por el entonces novedoso sistema de juicios de jurados en 1825 y San Felipe fue asignado a ese circuito. En 1838 pasó al Estado de Los Altos, el cual fue aprobado por el Congreso de la República Federal de Centro América en ese mismo año. En el nuevo estado hubo constantes revueltas campesinas y tensión con Guatemala, hasta que las hostilidades estallaron en 1840, y el general conservador mestizo Rafael Carrera recuperó la región para Guatemala.

## Toponimia
Muchos de los nombres de los municipios y poblados de Guatemala constan de dos partes: el nombre del santo católico que se venera el día en que fueron fundados y una descripción con raíz náhuatl; esto se debe a que las tropas que invadieron la región en la década de 1520 al mando de Pedro de Alvarado estaban compuestas por soldados españoles y por indígenas tlaxcaltecas y cholultecas.  En algunos casos solamente se conserva el nombre del santo, como en este caso, en que el poblado fue nombrado en honor a San Felipe por los frailes franciscanos en 1514.[cita requerida]

## División política
El municipio de San Felipe, Retalhuleu se encuentra en la parte norte del departamento de Retalhuleu (con línea limítrofe hacia el occidente con el departamento de Quetzaltenango y hacia el oriente con el departamento de Suchitepéquez.  De sus habitantes, muchos viven en las áreas rurales, como en el aldea  Vela, el Cantón Tierra Colorada y la Aldea El Palmarcito entre otros.
El Municipio cuenta con una villa que es la Cabecera Municipal, una aldea y veintiocho caseríos.
| Categoría | Tipo |
| --------- | --- |
| Aldea     | - Nuevo Palmar |
| Caseríos  | - Francisco Vela - Tierra Colorada - Los Ángeles - Samalá - La Linterna - La Llovizna - Camilo Alvarado - El Jardincito - El Campo - Colonia Fegua - El Condado San Felipe - Residenciales La Perla - Residenciales La Cachita - Residenciales Bella Julia - Residenciales Bella Vista - La Piedad 1 - La Piedad 2 - El Esfuerzo - San Cayetano - Fraternidad - Ortiz Candelaria - El Nuevo Pomarrosal - La Cachita - La Piedad I - La Piedad II - La Perla I - La Perla II - San Carlos - El Palmarcito |

## Geografía física
San Felipe tiene una extensión territorial de 132 km².

### Orografía
Este municipio no tiene montañas altas, pues está enclavado en las faldas de la Cordillera Andina, tampoco es demasiado barrancoso y tiene ricas planicies para su agricultura, encontrándose en la verdadera boca-costa, su producción es netamente agrícola.

### Hidrografía
San Felipe atravesado por muchos ríos, siendo el más caudaloso el río Samalá,

### Clima
San Felipe posee un clima agradable, ya que se encuentra en una región de la boca Costa con una altitud de 614.21 m s. n. m. (2,257 píes ingleses); las estaciones se dividen en dos, seca y lluviosa. La estación seca comienza en noviembre y termina en abril, y la lluviosa inicia en mayo y termina en octubre.
La cabecera municipal de San Felipe tiene clima tropical (Köppen: Am).
| Parámetros climáticos promedio de San Felipe | Parámetros climáticos promedio de San Felipe | Parámetros climáticos promedio de San Felipe | Parámetros climáticos promedio de San Felipe | Parámetros climáticos promedio de San Felipe | Parámetros climáticos promedio de San Felipe | Parámetros climáticos promedio de San Felipe | Parámetros climáticos promedio de San Felipe | Parámetros climáticos promedio de San Felipe | Parámetros climáticos promedio de San Felipe | Parámetros climáticos promedio de San Felipe | Parámetros climáticos promedio de San Felipe | Parámetros climáticos promedio de San Felipe | Parámetros climáticos promedio de San Felipe |
| Mes                                          | Ene.                                         | Feb.                                         | Mar.                                         | Abr.                                         | May.                                         | Jun.                                         | Jul.                                         | Ago.                                         | Sep.                                         | Oct.                                         | Nov.                                         | Dic.                                         | Anual                                        |
| -------------------------------------------- | -------------------------------------------- | -------------------------------------------- | -------------------------------------------- | -------------------------------------------- | -------------------------------------------- | -------------------------------------------- | -------------------------------------------- | -------------------------------------------- | -------------------------------------------- | -------------------------------------------- | -------------------------------------------- | -------------------------------------------- | -------------------------------------------- |
| Temp. máx. media (°C)                        | 28.2                                         | 28.7                                         | 29.4                                         | 29.4                                         | 29.1                                         | 27.9                                         | 28.5                                         | 28.8                                         | 27.8                                         | 27.4                                         | 27.9                                         | 28.1                                         | 28.4                                         |
| Temp. media (°C)                             | 21.9                                         | 22.4                                         | 23.2                                         | 23.7                                         | 23.8                                         | 23.1                                         | 23.3                                         | 23.5                                         | 22.9                                         | 22.6                                         | 22.5                                         | 22.1                                         | 22.9                                         |
| Temp. mín. media (°C)                        | 15.7                                         | 16.2                                         | 17.1                                         | 18.0                                         | 18.5                                         | 18.3                                         | 18.1                                         | 18.2                                         | 18.1                                         | 17.8                                         | 17.2                                         | 16.2                                         | 17.5                                         |
| Precipitación total (mm)                     | 29                                           | 29                                           | 75                                           | 182                                          | 452                                          | 666                                          | 502                                          | 565                                          | 709                                          | 633                                          | 208                                          | 57                                           | 4107                                         |
| Fuente: Climate-Data.org                     |                                              |                                              |                                              |                                              |                                              |                                              |                                              |                                              |                                              |                                              |                                              |                                              |                                              |

### Ubicación geográfica
San Felipe se encuentra en el departamento de Retalhuleu; se localiza en la región de la Costa Sur, en la parte norte del departamento de Retalhuleu a una distancia de 16 km de la cabecera departamental, 38 km de Quetzaltenango y a 184 km de la Ciudad de Guatemala.  Sus colindancias son:
- Norte: El Palmar, municipio del departamento de Quetzaltenango.
- Sur: San Martín Zapotitlán, San Andrés Villa Seca y San Sebastián (Retalhuleu), municipios del departamento de Retalhuleu
- Este: Nuevo San Carlos, municipio del departamento de Retalhuleu.
- Oeste: San Francisco Zapotitlán y Pueblo Nuevo (Suchitepéquez), municipios del departamento de Suchitepéquez

|                                                              | Norte: El Palmar                                                            |                                     |
| Oeste: San Francisco Zapotitlán Pueblo Nuevo (Suchitepéquez) |                                                                             | Este: Nuevo San Carlos (Retalhuleu) |
|                                                              | Sur: San Martín Zapotitlán San Andrés Villa Seca San Sebastián (Retalhuleu) |                                     |

## Gobierno municipal
Los municipios se encuentran regulados en diversas leyes de la República, que establecen su forma de organización, lo relativo a la conformación de sus órganos administrativos y los tributos destinados para los mismos.  Aunque se trata de entidades autónomas, se encuentran sujetas a la legislación nacional. Las principales leyes que rigen a los municipios en Guatemala desde 1985 son:
| N.º | Ley                                                | Descripción |
| --- | -------------------------------------------------- | --- |
| 1   | Constitución Política de la República de Guatemala | Tiene una regulación legal específica para los municipios en los artículos 253 al 262. |
| 2   | Ley Electoral y de Partidos Políticos              | Ley de carácter constitucional aplicable a los municipios en el tema de la conformación de sus autoridades electas. |
| 3   | Código Municipal                                   | Decreto 12-2002 del Congreso de la República de Guatemala. Tiene la categoría de ley ordinaria y contiene preceptos generales aplicables a todos los municipios, e inclusive contiene legislación referente a la creación de los municipios.             |
| 4   | Ley de Servicio Municipal                          | Decreto 1-87 del Congreso de la República de Guatemala. Regula las relaciones entra la municipalidad y los servidores públicos en materia laboral. Tiene su base constitucional en el artículo 262 de la constitución que ordena la emisión de la misma. |
| 5   | Ley General de Descentralización                   | Decreto 14-2002 del Congreso de la República de Guatemala. Regula el deber constitucional del Estado, y por ende del municipio, de promover y aplicar la descentralización y desconcentración económica y administrativa.                                |

El gobierno de los municipios de Guatemala está a cargo de un Concejo Municipal mientras que el código municipal —que tiene carácter de ley ordinaria y contiene disposiciones que se aplican a todos los municipios de Guatemala— establece que «el concejo municipal es el órgano colegiado superior de deliberación y de decisión de los asuntos municipales […] y tiene su sede en la circunscripción de la cabecera municipal». Por último, el artículo 33 del mencionado código establece que «[le] corresponde con exclusividad al concejo municipal el ejercicio del gobierno del municipio».
El concejo municipal se integra con el alcalde, los síndicos y concejales, electos directamente por sufragio universal y secreto para un período de cuatro años, pudiendo ser reelectos.
Existen también las Alcaldías Auxiliares, los Comités Comunitarios de Desarrollo (COCODE), el Comité Municipal del Desarrollo (COMUDE), las asociaciones culturales y las comisiones de trabajo. Los alcaldes auxiliares son elegidos por las comunidades de acuerdo a sus principios, valores, procedimientos y tradiciones, estos se reúnen con el alcalde municipal el primer domingo de cada mes. Los Comités Comunitarios de Desarrollo y el Consejo Municipal de Desarrollo tiene como función organizar y facilitar la participación de las comunidades priorizando necesidades y problemas.

### Alcaldes de San Felipe desde 1986
| Alcalde                               | Período   | Partido |
| ------------------------------------- | --------- | ------- |
| Gerardo Santos                        | 1986-1988 | PNR     |
| Eustavio Domingo Miranda              | 1988-1991 |         |
| Haydee Fuentes Jurado de Martínez     | 1991-1993 |         |
| Olga Barrios Barrios                  | 1993-1996 |         |
| Olga Barrios Barrios                  | 1996-2000 |         |
| Ángel Hermogenes Martínez Barillas    | 2000-2004 |         |
| Olga Barrios Barrios                  | 2004-2008 |         |
| Pablo Manuel Pereira Benavente        | 2008-2012 |         |
| Pablo Manuel Pereira Benavente        | 2012-2016 |         |
| Héctor Raúl de León García            | 2016-2020 |         |
| Vacante                               | 2020-2024 |         |
| William Ingleberto Valiente Villatoro | 2024-2028 | BIEN    |

## Historia
San Felipe ha tenido dos nombres: TAK’AJAL and Xam Tinamit. De acuerdo con estudios realizados por el académico antropólogo mayista Robert M. Carmack (1934), profesor emérito de la Universidad de Albany, estado de New York, el primer nombre del municipio era TAK’AJAL (de la costa en K’iche’ de acuerdo con la traducción de Arturo Ramírez). El historiador Reneé Reeus en su libro Ladinos with Ladinos, Indians with Indians, Land, Labor, Ethnic Conflict in the Making of Guatemala, P 64, la población de TAK’AJAL se vacío  de habitantes a finales del siglo 17 y principios del 18. Muchos historiadores señalan que en esos años muchos pueblos desaparecieron como resultado de enfermedades y malos tratos de los españoles. Tiempo después, pobladores de Zunil repoblaron la comunidad. Los nuevos habitantes lo nombraron Xam Tinimit (pueblo de luz). Posteriormente, los sacerdotes franciscanos le cambiaron de nombre a San Felipe de acuerdo al historiador local Julio E. Batres. Sin embargo el cambio se realizó en una forma sutil porque abreviaron las dos palabras (San Felipe y Xam). Es aquí donde viene el nacimiento de la palabra XAMPEL. En términos fonológicos esto se conoce como apócope (una especie de abreviación). Se mantuvo la palabra ancestral XAM (luz en k’iche’) y volvió San Felipe a PEL.
Finalmente, el nombre oficial cambió a San Felipe en honor a la imagen que había sido traída del pueblo desaparecido de San Luis Xetulul. Por eso el gentilicio de los habitantes de San Felipe es xampel. Casi nadie que haya nacido en el municipio se llama, felipense.

### Tras la Independencia de Centroamérica
Después de la Independencia de Centroamérica, el Estado de Guatemala fue dividido en once distritos para la impartición de justicia por el entonces novedoso sistema de juicios de jurados en 1825; Cuyotenango fue designado como sede del circuito homónimo en el distrito N.º11 (Suchitepéquez); el circuito de Cuyotenango incluía a San Andrés Villa Seca, San Martín y San Felipe.

### El efímero Estado de Los Altos

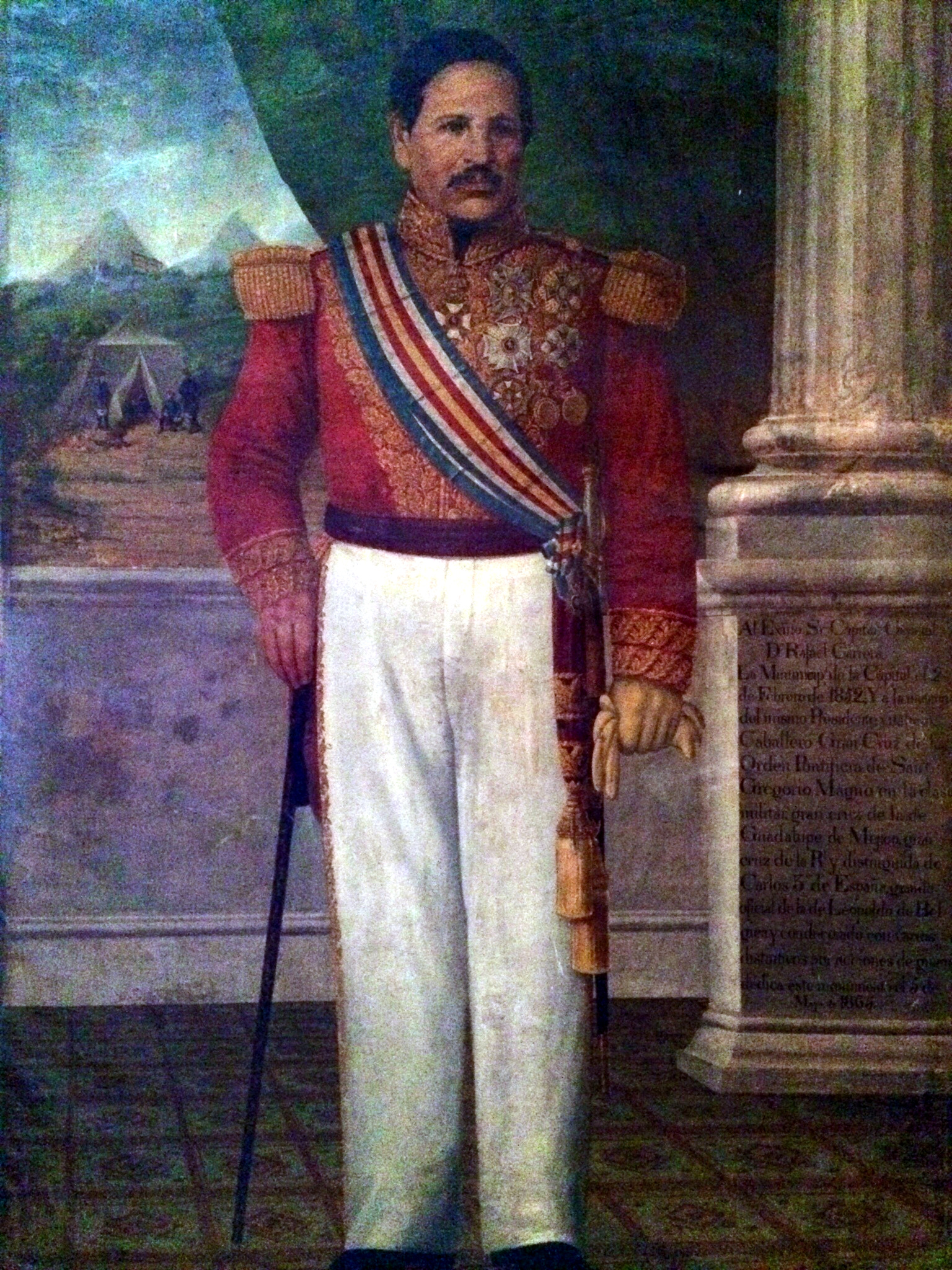
Retrato oficial del capitán general Rafael Carrera con la banda presidencial con los colores de la bandera de Guatemala instituida en 1858. En 1840 retomó por la fuerza el Estado de los Altos al que pertenecía San Andrés Xecul y derrotó al presidente de la República Federal de Centro América, el general hondureño Francisco Morazán.

A partir del 3 de abril de 1838, San Felipe fue parte de la región que formó el efímero Estado de Los Altos y que forzó a que el Estado de Guatemala se reorganizara en siete departamentos y dos distritos independientes el 12 de septiembre de 1839: 
- Departamentos: Chimaltenango, Chiquimula, Escuintla, Guatemala, Mita, Sacatepéquez, y Verapaz
- Distritos: Izabal y Petén[10]

La región occidental de la actual Guatemala había mostrado intenciones de obtener mayor autonomía con respecto a las autoridades de la ciudad de Guatemala desde la época colonial, pues los criollos de la localidad consideraban que los criollos capitalinos que tenían el monopolio comercial con España no les daban un trato justo.  Pero este intento de secesión fue aplastado por el general Rafael Carrera, quien reintegró al Estado de Los Altos al Estado de Guatemala en 1840 y luego venció contundentemente al presidente de la República Federal de Centro América, el general liberal hondureño Francisco Morazán en la Ciudad de Guatemala unos cuantos meses después.

### Tras la Reforma Liberal
La oficina postal de San Felipe, fue autorizada legalmente con fecha 13 de mayo de 1873 y estaba a cargo del Félix Hurtado. 
Por Decreto Gubernativo No. 194 de fecha 16 de octubre de 1877 pasó a formar parte del departamento de Retalhuleu. El Acuerdo Gubernativo del 10 de febrero de 1888, firmado en Quetzaltenango, le otorgó la categoría de Villa. 
El 18 de febrero de 1875 fue instalada la oficina de telégrafos de San Felipe y en 1894, se reorganizaron las oficinas de correos conforme la técnica para que aceptaran y expedieran certificaciones con valor declarado hasta de mil pesos.
Con la nueva organización de las oficinas de correos y telecomunicaciones de la República durante el gobierno del Dr. Juan José Arévalo, el 4 de junio de 1949, la oficina de San Felipe fue clasificada de Primera Categoría.  Posteriormente, en 1953 se construyó una torre de 10.5 metros de altura con un reloj de tres carátulas;  el edificio es de tres pisos y en uno de sus costados, tiene una pérgola de dos graderíos, al costado opuesto se encuentra la iglesia católica con su respectivo campanario y convento.

## Economía
La economía se basa en las diferentes actividades de alimentos. Las más realizadas son la agricultura, pecuaria, y ganadera.

### Agricultura
Los productos que se extraen en una mayor escala son:
| Variedad             | Listado |
| -------------------- | --- |
| Granos básicos       | Grano de Oro, Cañá de Azúcar, Banano, Cacao, Naranja, Plátano, Citronela, Té de Limón, Hule, Cardamomo, Maíz, frijol, y otros en menor escala.              |
| Verduras y legumbres | Hortalizas etc. |
| Frutas               | Zapote, Mango, Papaya, Limón, Lima, Mandarinas, Coco, Cushin, Paterna, Nance, Pomarrosa, Caimito, Jocote, Groseas y un sinfín de variedades de frutas. etc. |

### Actividad Pecuaria
Existen grandes variedades de animales domésticos y gracias a la crianza de estos se produce lácteos, huevos, carnes, etc. Las variedades de animales domésticos incluyen: vacas, cerdos, caballos, mulas, bueyes, pollos, patos, galliformes, y pavo doméstico. Entre las serpientes, se conocen venenosas entre las que está el Coral, Cantil de agua, Cascabel, Barba amarilla, etc. y no venenosas como la Mazacuata, Zumbadora, que utiliza su cuerpo en forma de látigo para defenderse, el Bejuquillo y la Guxnayera.
Este municipio es muy escaso de especies de peces, en el río Samalá, existen camarones y cangrejos. Pero en ciertas fincas de este municipio, tienen estanques con peces para su servicio personal.
En los bosques se encuentran árboles de montaña como el Mescal, Palo de Amate, Hormigo, Palo de Brujo y Palo de Chilca, etc.